# Cattedrale di Bodø
La cattedrale di Bodø (in lingua norvegese Bodø domkirke) è il principale edificio di culto della città di Bodø, in Norvegia, ed è sede della diocesi di Sør-Hålogaland della chiesa di Norvegia.

## Storia
La vecchia chiesa di Bodø è stata distrutta il 27 maggio 1940, quando fu bombardato tutto il centro della città di Bodø durante la seconda guerra mondiale. Nel 1946 si è tenuto un concorso di architettura per la costruzione di una nuova chiesa, concorso vinto dagli architetti Gudolf Blakstad e Herman Munthe-Kaas. La prima pietra fu posta nel 1954 e la nuova chiesa fu consacrata dal vescovo Wollert Krohn-Hansen nel 1956, divenendo cattedrale per la diocesi di Sør-Hålogaland.

## Descrizione
La cattedrale di Bodø è costruita in cemento e ha l'aspetto di una basilica. La chiesa ha una scultura all'esterno realizzata da Kristoffer Leirdal e raffigurante Petter Dass. Il santuario è in grado di ospitare circa 890 persone. Sopra l'altare della parete est c'è una vetrata colorata di 12 metri, progettata da Åge Storstein e costruita da Borgar Hauglid. La chiesa ha una torre indipendente alta 36 metri che contiene tre campane. C'è anche un monumento ai cittadini di Bodø morti da durante la seconda guerra mondiale.

## Galleria d'immagini

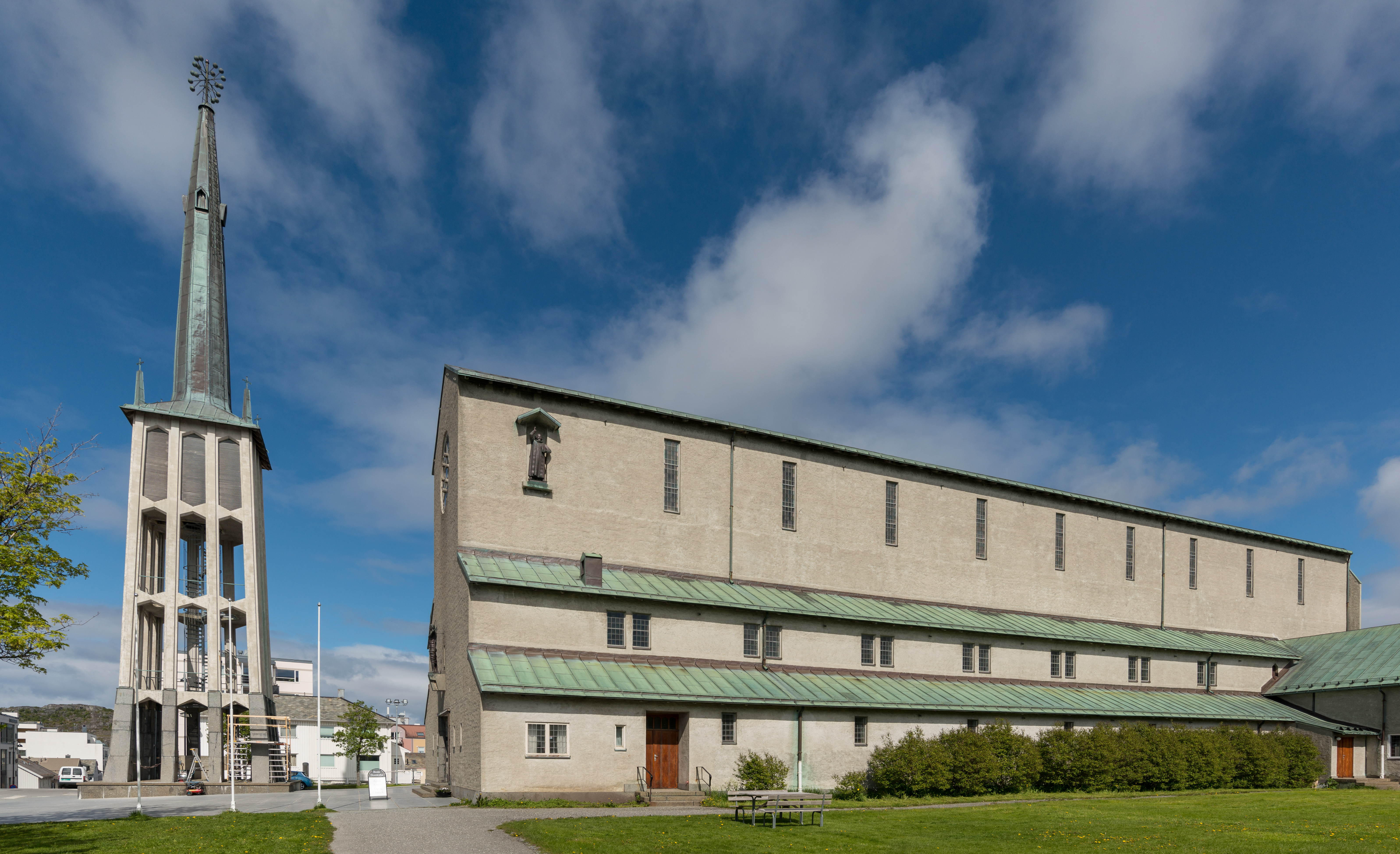
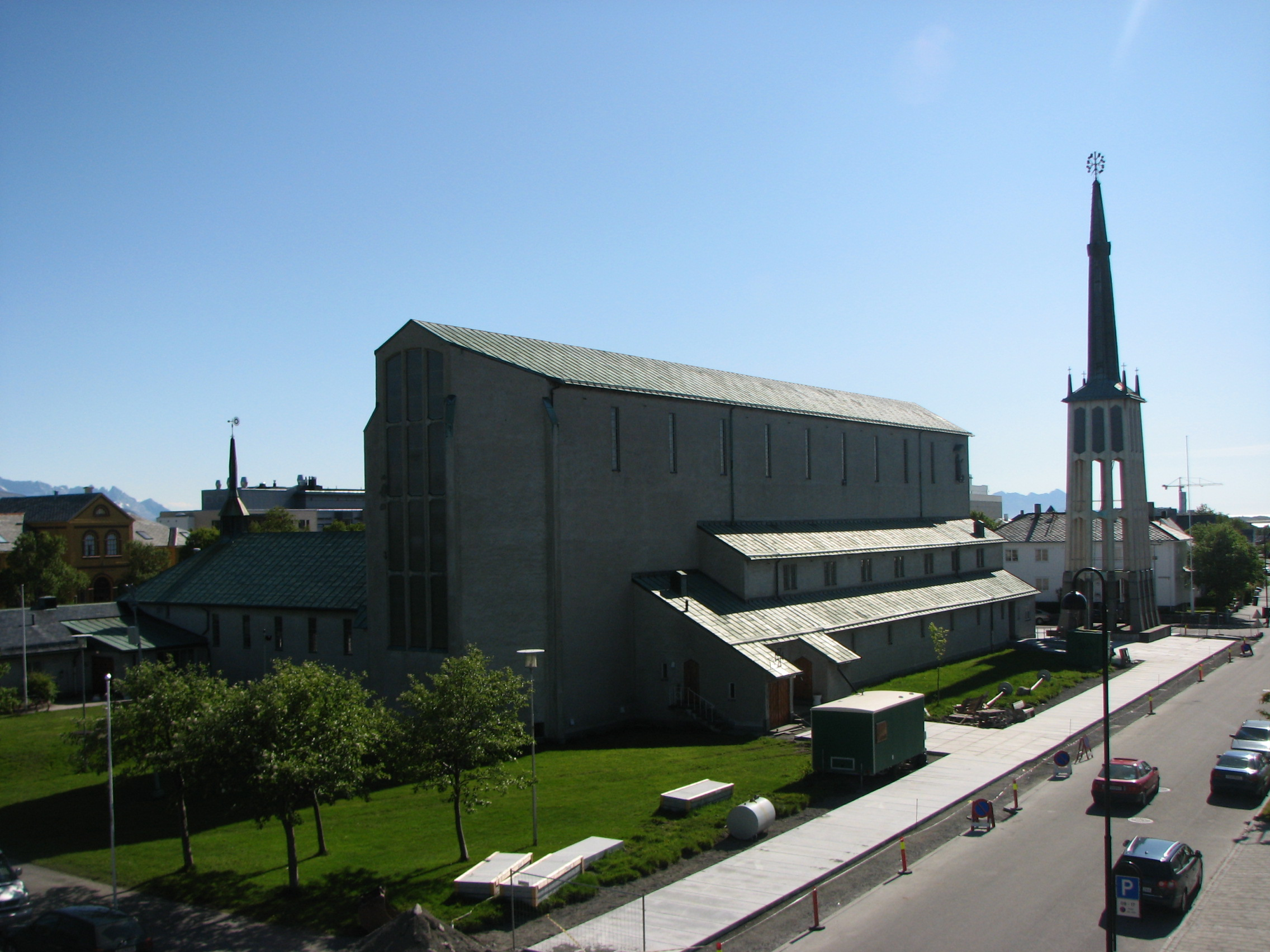
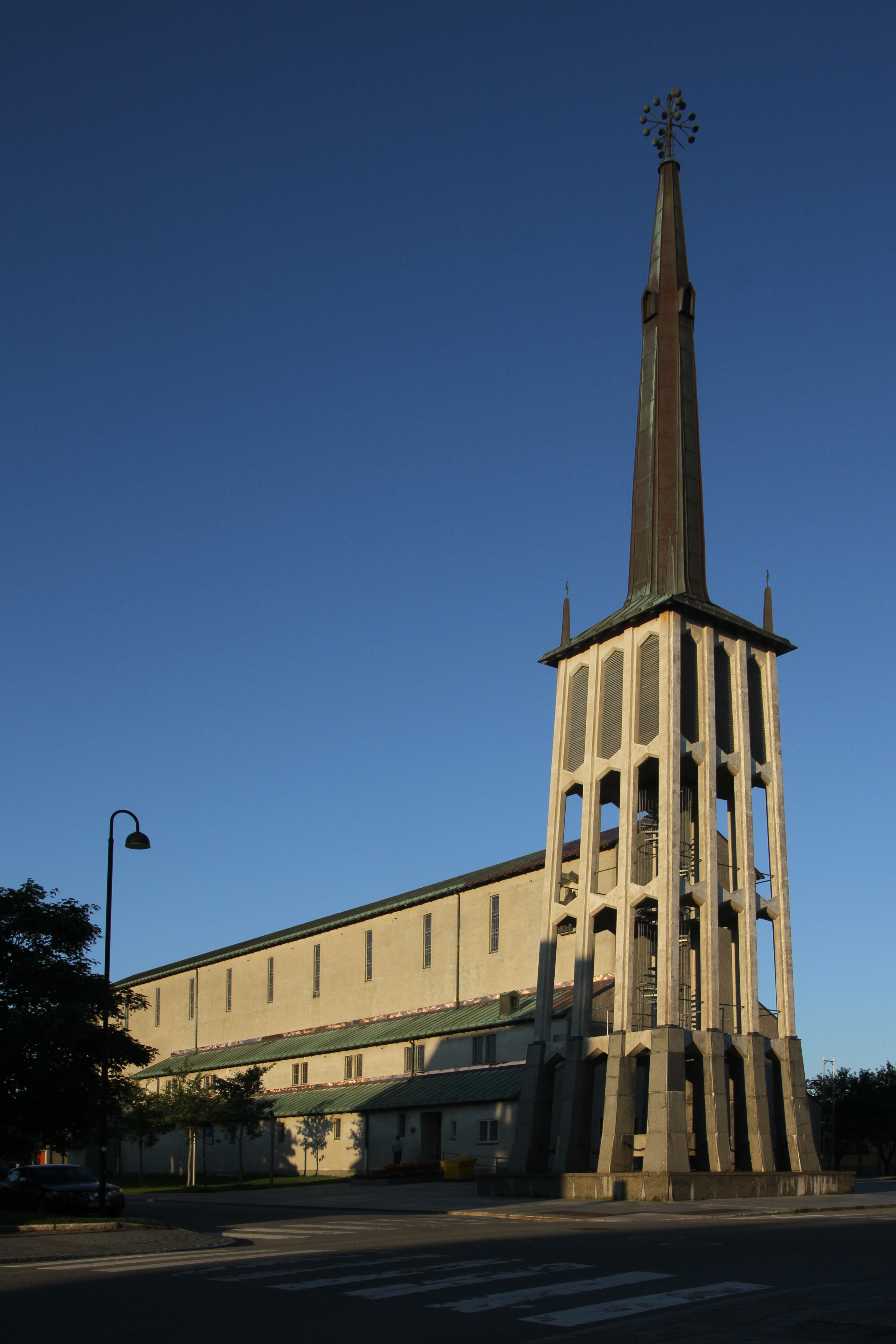
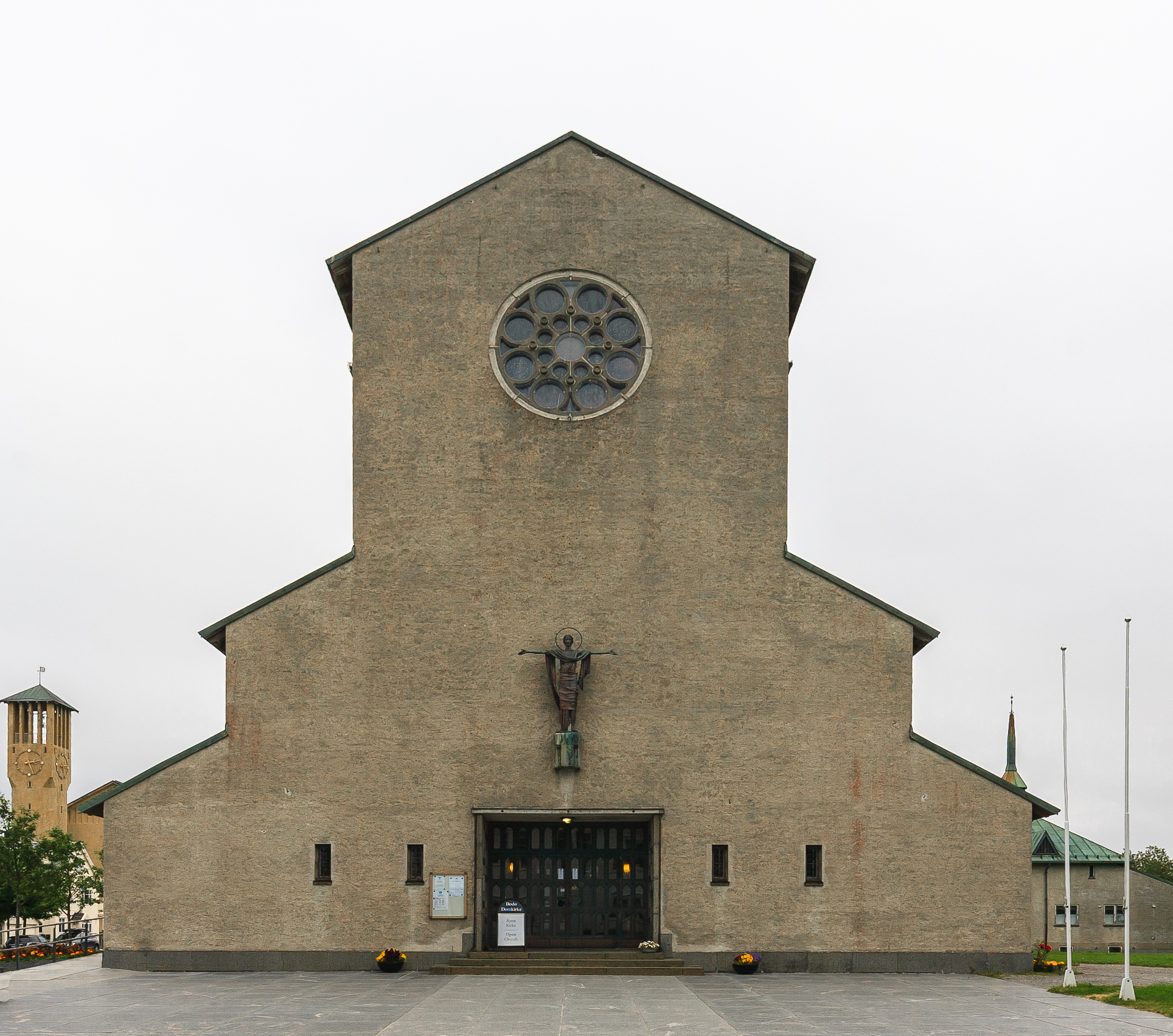
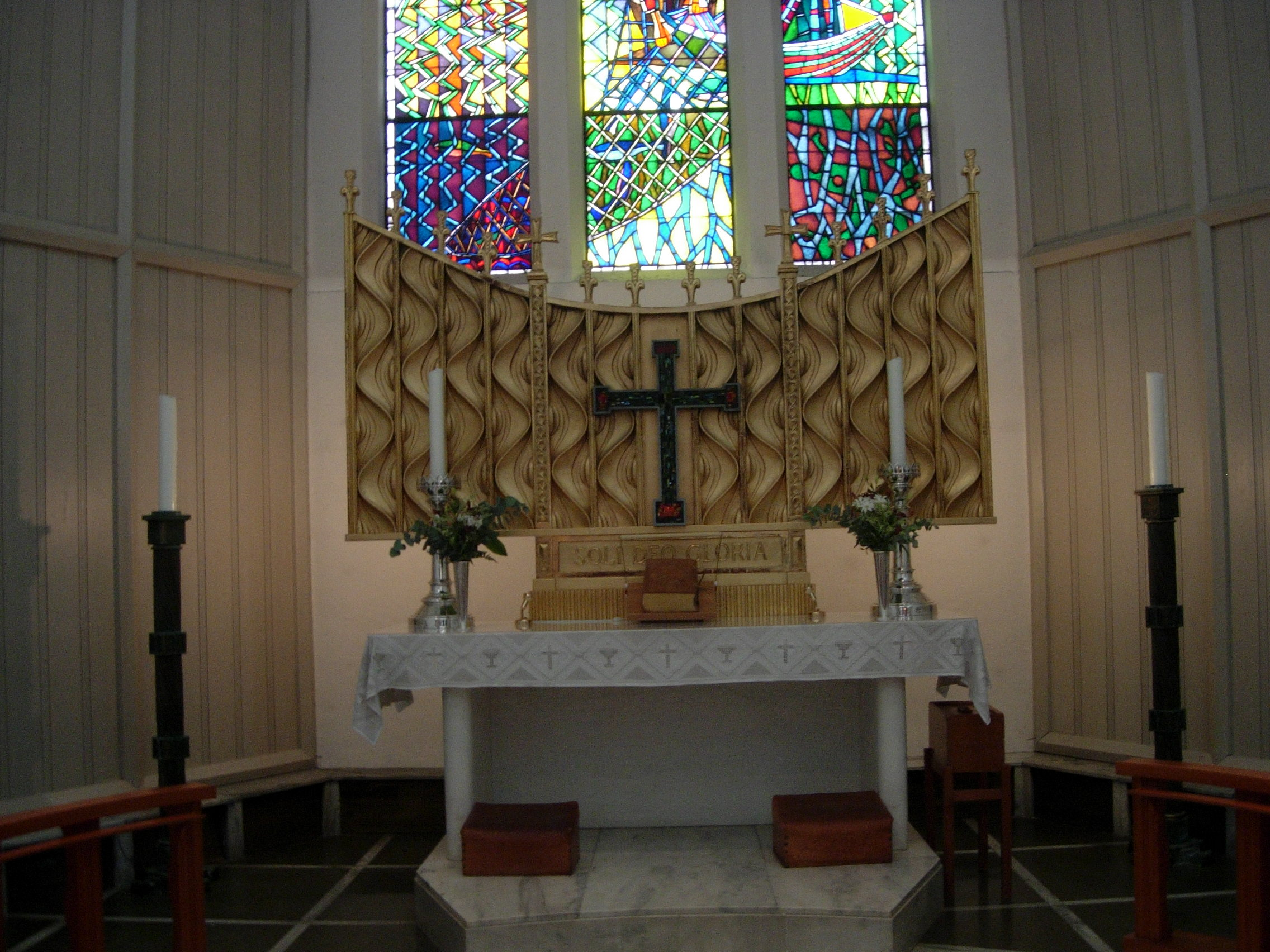
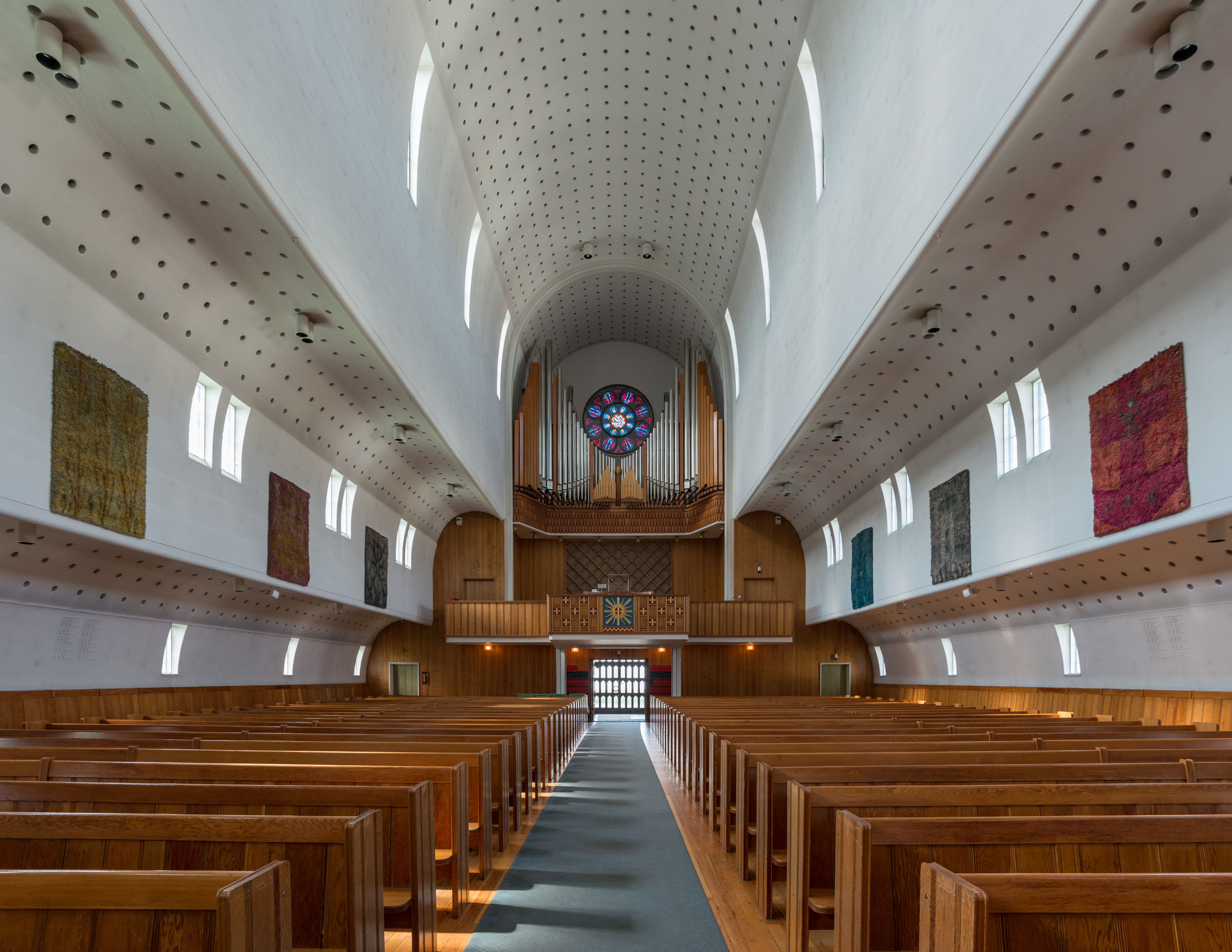
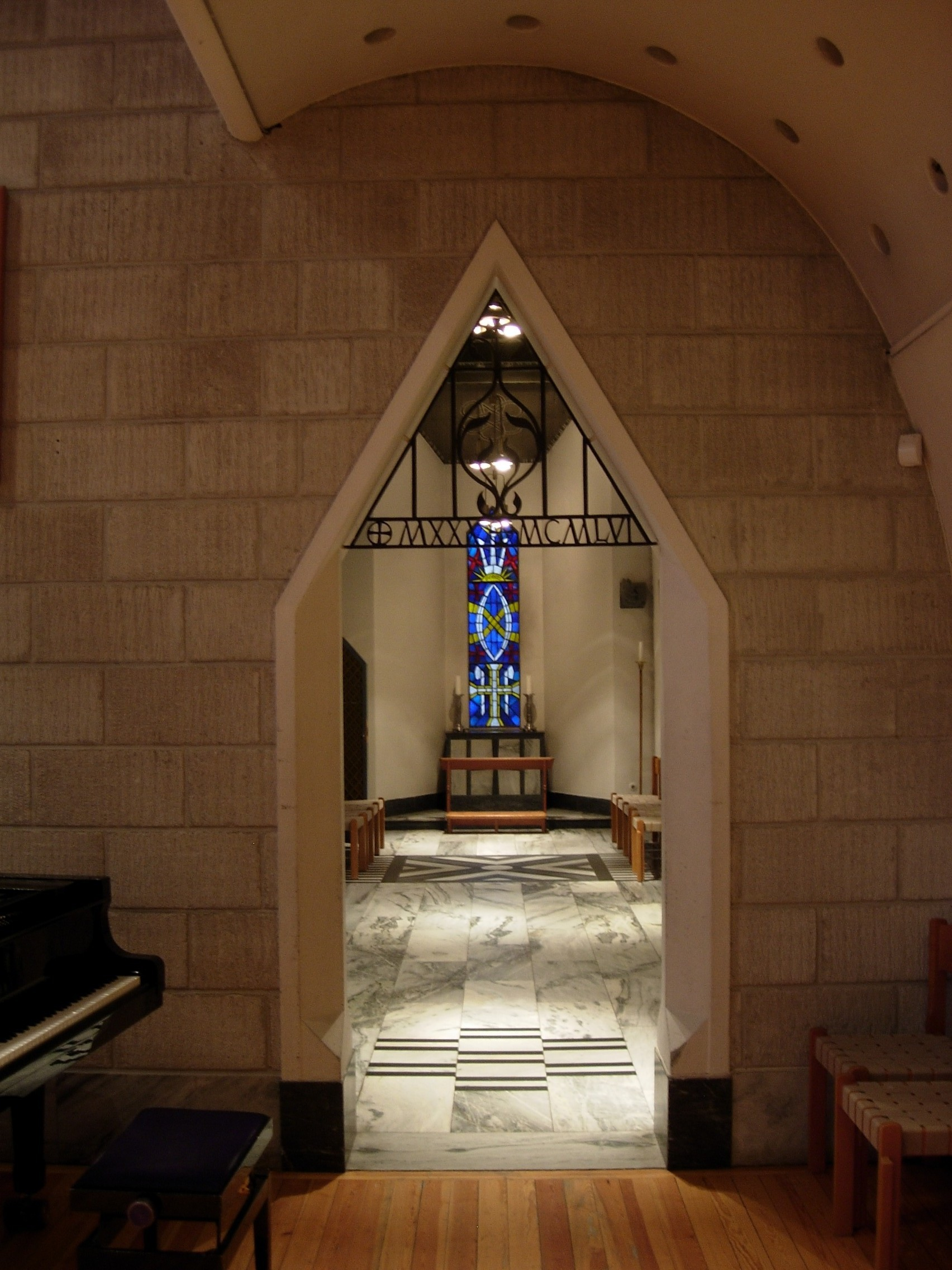
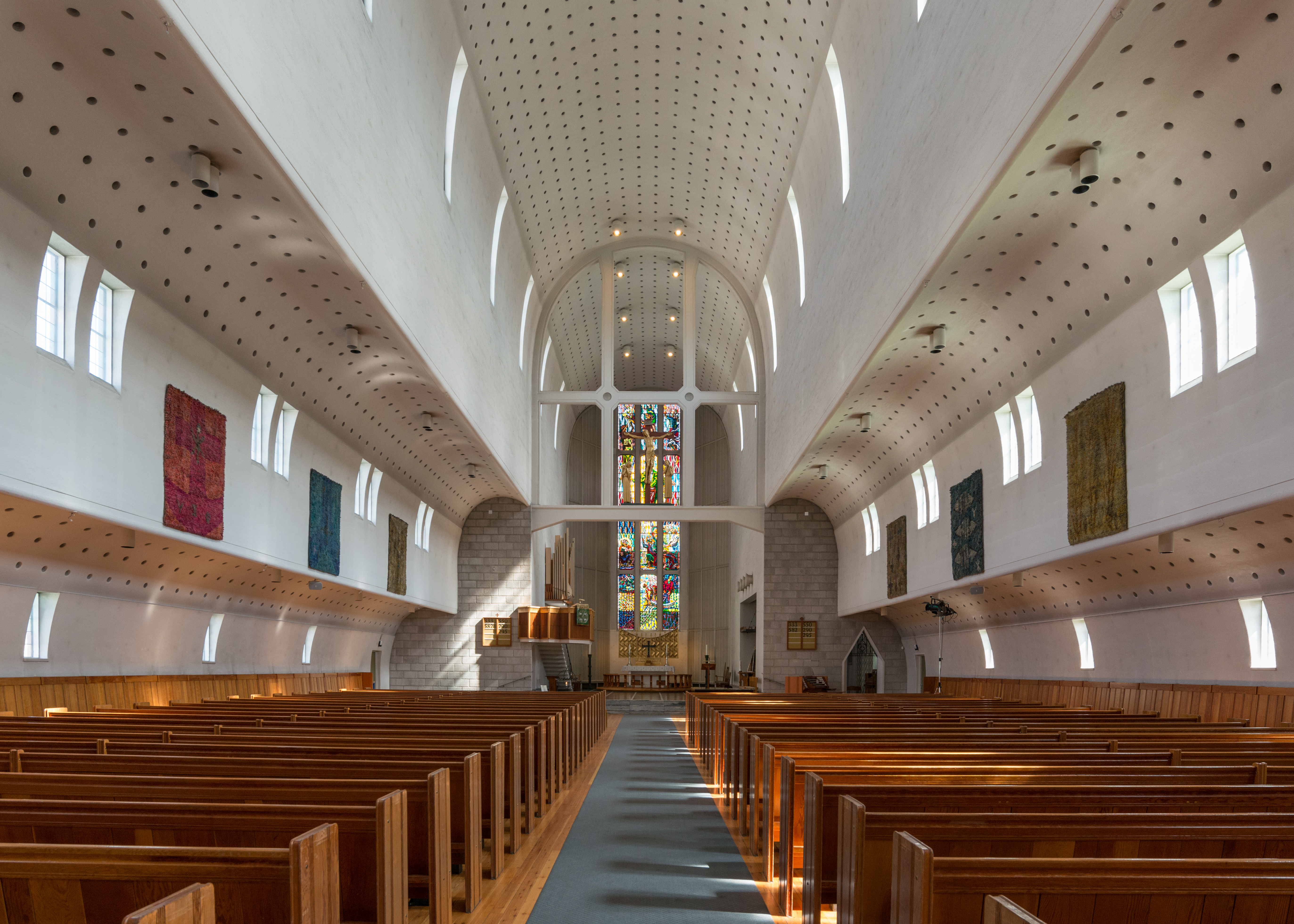
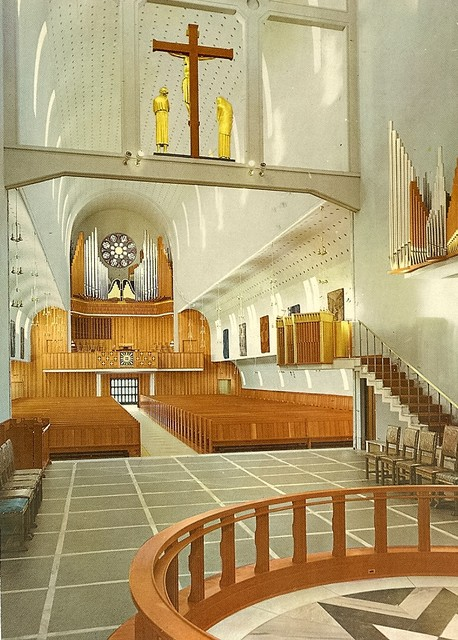